# Патагонија
Патагонија је део Јужне Америке који се налази источно од Анда и јужно од река Неукен и Колорадо на (42°) јужно. Део који припада Чилеу обухвата јужни део области Лос Лагос, област Аусен и Магелан (изузев дела Анктарктика на који Чиле полаже право). Источно од Анда аргентински део Патагоније укључује провинције Неукен, Рио Негро, Чубут, Санта Круз, и Огњену земљу, као и јужни део провинције Буенос Ајрес.

## Географија
Патагонија је већим својим делом пространа равница попут степе, која се постепено уздиже терасама високим око 100 метара, а покривена је шљунком и готово без вегетације. У удубљењима равнице налазе се језера и језерца с сланкастом и свежом водом. Према Андима шљунак уступа место порфирној, гранитној и базалтној лави, животињски свет је богатији, а флора има карактеристике западне обале, а чине је углавном букве и четинари.
Међу депресијама, које попречно пресецају плато, најзначајније су Гваличу, јужно од Рио Негра, Макинчао и Валчета (која је некад била језеро Науел Уапи, а данас њоме тече река Лимај); Сенгуер, и река Десеадо. Поред ових попречних депресија (од којих неке означавају линију старе међуокеанске комуникације), постоје и друге које су попуњене већим и мањим језерима, као што су језера Јагагто, Мустерс, Колуе Уапи, и друга која се налазе јужно од Пуерто Десеада, у средишту подручја. У централном региону вулканске ерупције, које се дешавају од периода Терцијара до данас, прекриле су велики део купама базалтне лаве, а на западној трећини се налазе наслаге леда испод лаве. У контрасту са изобличеним стенама из доба Креде, које је уздигао терцијарни гранит, ерозија, изазвана махом изненадним топљењем и повлачењем леда, заједно с тектонским поремећајима, издубила је дубоке лонгитудиналне депресије, које генерално одвајају плато од првих високих брда, гребена који се обично назива пре-Кордиљери, док се на његовом западу налази слична лонгитудинална депресија дуж линије снега андских Кордиљера. Ова депресија је најбогатија и најплоднија земља у Патагонији.

### Геологија
Геолошки састав је у складу с орографском физиогномијом. Терцијарни плато, раван на истоку, постепено се уздиже према западу, с уздигнутим кратерским купама у подножју. Прво долазе нижа кратерска брда од гранита и диоритских стена, без сумње терцијарног порекла, пошто су у неким случајевима ове стене богате фосилима сисара; затим следе, на западу, метаморфичка брда од шкриљца непознате старости, потом се појављује кварцит, који лежи директно на примитивном граниту и гнајсу који чине кичму Кордиљера. Порфирне стене се јављају између шкриљца и кварцита. Терцијарне наслаге варирају по карактеру и постоје значајне разлике у мишљењу које се тичу сукцесије и корелације ових наслага. Вилкенси их је поделио по старости на следеће серије:
1. наслаге. Терцијарног порекла, садрже фосиле сисара. Еоцен и Олигоцен.
2. Патагонијска меласа. Делом морског, делом терцијарног порекла. Старији Миоцен.
3. Санта Круз серија. Садрже остатке сисара. Средњи и млађи Миоцен.
4. серија. Пешчар и конгломерат морских фосила. Плиоцен. Ограничен на источни део области.

Наслаге из млађе Креде и Терцијара откриле су врло интересантну фауну кичмењака. Ово, заједно с открићем изванредне лобање корњаче из реда Myolania, за коју се може рећи да је готово идентична Myolania oweni из ере Плеистоцена у Квинсленд, је очигледан доказ везе између аустралијског и јужноамеричког континента. Патагонијска Myolania припада млађој Креди и повезује се с остацима диносауруса.
Друге врсте занимљиве фауне Патагоније, које припадају средњем Терцијару, су гигантске птице без крила и један сисар Pyrotherium, такође великих димензија. У терцијарној морској формацији откривен је значајан број цетацеа. У наслагама много каснијег датума, формираним када се физиогномија тла материјално није много разликовала од садашње, откривени су остаци пампаских сисара, као што је Glyptodon и Macrauchenia, а у пећини близу Рта добре наде, гигантски лењивац (Grypoiherium listai), животиња која је живела у исто време кад и човек, и чија кожа, добро очувана, показује да је њено истребљење без сумње новијег датума. С остацима Grypotheriumа откривени су остаци коња (Onoshippidium), који су познати једино из доњих слојева блата на пампасима, и Arciotheriumа, који је откривен, мада не у великом броју, у готово свим модерним плеистоценским наслагама у пампасима Буенос Ајреса. Неће бити изненађење ако ова последња животиња још постоји, јер су отисци стопала, који се могу њој приписати, пронађени на обали река у Тамангоанд Писте, притока реке Лас Хефас, која тече кроз источна брда Кордиљера на 47°S.
Глечери заузимају низ долина и бочне гребене Кордиљера и спуштају се у језера Сан Мартин, Виедма, Аргентино и друга у близини пунећи их леденим бреговима. У Патагонији су се велике ледене плоче шириле на исток према обалама садашњег Атлантика за време првог леденог доба, на завршетку епохе Терцијар, док су се, у другом леденом добу у савремено крајеви морена углавном зауставили 50 km на север и 80 km на југ, источно од врха Кордиљера. Ове ледене плоче, које су се издубиле велики део лонгитудиналних депресија, и нагло се повукле до тачке где се глечери данас налазе, нису међутим у свом повлачењу попуниле својим остацима фјордове, јер су они данас попуњени дубоким језерима на истоку, а на западу пацифичке канале, од којих су неки и 460 m дубоки, а сонарна мерења вршена у њима показују да су фјордови обично дубљи у близини планина него на западу острва. Неколико врхова још увек су активни вулкани.
Према главним карактеристикама Патагонија је изгледа била део анктартичког континента, чија непроменљивист је врло скорог порекла, што је доказано недавним очигледним изроњавањем острваца око Чилое, и општим карактером пампаских формација. Неки од ртова Чилое се још зову huapi, арауканианска реч за „острво“, што се можда може прихватити као чување успомене на време када су они у ствари били још острва. Они се састоје од шљунка, с великим, махом заобљеним белуцима, песка и вулканског пепела, потпуно истог облика који се јавља и у патагонијском платоу. На основу истраживања пампаских формација очито је да се земља провинције Буенос Ајрес простирала даље на исток, а да су напредовање мора и налазишта слане воде настала након његовог повлачења, формирајући неке од низија које се појављују у приобаљу и унутрашњости пампаса, много скорији феномени. Извесне купе шљунка, које потичу од стена различитих од оних у суседним брдима, какве су примећене на атлантској обали у истој провинцији, а повећавају се у количини и величини према југу; изгледа да наговештавају да су се купе шљунка, које данас покривају тако велики део патагонијске територије, донедавно простирале даље на исток, преко земље која која је данас ишчезла под морем, док су друга морска налазишта дуж исте обале претворена у заливе за време каснијег напредовања мора. Поред тога постоје на околној обали налазишта вулканског пепела, а океан је избацио на обалу блокове базалтне лаве, што је све вероватно настало као последица ерупција подморских вулкана данас угашених. Једна чињеница, међутим, која очевидно с великом сигурношћу доказује донедавно постојање данас изгубљене земље, је присуство остатака пампаских сисара у плеистоценским наслагама у заливу Пуерто Сан Хулиан и у провинцији Санта Круз. Животиње су без сумње дошле на ово подручје са истока; није вероватно да су се спустиле са севера преко платоа који је у то време био испресецан великим рекама и покривен леденим плочама. С изузетком открића на острвцу Ултима Есперанца, која је у тесној вези с атлантском долином Рио Гаљегоса, ни један од ових остатака није пронађен у андском подручју.

### Становништво и површина
- Становништво = 1.740.000 (подаци из 2001).
- Површина = 787.000 km²
- Густина насељености = 2,21 km²

## Клима
Клима је мање оштра него што су рани путници претпостављали. Источна страна је топлија од западне, нарочито лети, јер огранак источне екваторске струје протиче крај обале, док западну обалу запљускује хладна струја. На Пуерто Монту, острвцу иза острва Чилое средња годишња температура је 11 °C а просечне екстремне температуре су 25,5 °C −1.5 °C, док је на Баија Бланка на атлантској обали на северној граници Патагоније годишња температура 15 °C с много већим екстремима. На Пунта Аренасу, на крајњем југу, средња температура је 6 °C а просечни екстреми 24,5 °C и −2 °C. Преовлађујући ветрови су западни, а западна страна има много више падавина него источна; тако су у Пуерто Монту просечне годишње падавине 2,46 m, али у Баија Бланка оне су 480 mm. У Пунта Аренасу износе 560 mm.

## Фауна
Гванако, пума, зоро или бразилска лисица (Canis azarae), зорино или Mephitis patagonica (врста твора) и туко-туко или Ctenomys niagellanicus (глодар) су најкарактеристичнији сисари патагонијске равнице. Гванако лута у крдима, а са птицом реа (Rhea americana, ређе Rhea darwinii) представља главно средство опстанка за домороце, који их лове на коњима, уз пратњу паса и помоћу бола. Птичји свет је често изванредно богат. Каранчо или соко-лешинар (Polyborus tharus) је један од карактеристичних занимљивости патагонијског пејзажа; присуство дугорепих зелених папагаја (Conurus cyanolysius) далеко на југу на обалама мореуза привлачило је пажњу раних морепловаца; а колибри се може видети како лети усред снежне мећаве. Од многих врста водених птица довољно је поменути фламинга, брдску гуску, а на мореузу необичну морску патку.

## Историја

### Прва људска насеља
Људска насеља у овом подручју датирају хиљадама година уназад, а неки рани археолошки налази у јужном делу потичу из 10. миленијума п. н. е., мада се каснија налазишта из 8. миленијума много сигурније препознају. Ово подручје је изгледа било непрекидно настањено од тих времена, разним културама и наизменичним таласима миграције, чији детаљи су и даље једва истражени.
Међу урођеничким народима су и Теуелће, који су били скоро истребљени после првих сусрета с Европљанима.

### Први Европљани: 16. и 17. век
Област Патагоније је први пут забележила у европским изворима 1520. експедиција Фернанда Магелана, који је пролазећи поред обале дао имена многим упадљивим местима -- Залив Сан Матијас, Рт 11.000 девица (данас Залив девица), и друга. Међутим, могуће је да су и ранији морепловци као што је Америго Веспучи дошли до овог подручја (његове белешке из 1502. говоре да је био на овој географској ширини), међутим он није успео да тачно опише главне географске одлике овог подручја као што је Рио де ла Плата што изазива извесне сумње да је он заиста био овде.
Алказава Сотомајор, коме је у име краља Шпаније дарована западна Патагонија, био је први Европљанин који је прешао велику патагонијску равницу и, због побуне својих људи, можда није прешао преко Анда да би стигао на чилеанску страну.
Педро де Мендоза, коме је земља потом дарована, доживео је да открије Буенос Ајрес, али не и да настави истраживања ка југу. Алонзо де Камарго (1539), Хуан Ладриљерос (1557) и Уртадо де Мендоза (1558). помогли су да се упозна западна обала, а путовање сер Френсиса Дрејка 1577. низ источну обалу, па кроз мореуз узводно поред Чилеа и Перуа било је запамћено из више разлога; али географија Патагоније највише дугује Педру Сармијенто де Гамбоа (1579–1580), који се посветио нарочито југозападном подручју и сачинио пажљива и тачна снимања терена. Шпанска влада је занемарила насеља која је он открио у Номбре де Диос и Сан Фелипе и касније су била у тако јадном стању да их је Томас Кавендиш, који их је посетио 1587, назвао Пуерто Амбре – Лука глади.
Дистрикт у суседном Пуерто Десеадо, који је истражио енглески истраживач Џон Дејвис, освојио је сер Џон Нарборо у име енглеског краља Чарлса II 1669.

### Патагонијски дивови: ране европске перцепције
Према Антонију Пигафети, једног од малобројних преживелих из Магеланове експедиције и његовој хроници, Магелан је дао име "Patagão" (или Patagoni) становницима на које је наишао, а име „Патагонија“ читавој области. Иако Пигафетине белешке не описују како је то име настало, касније популарне интерпретације верују да извор речи значи 'земља великих стопала'. Ова етимологија је, међутим, непоуздана.
Највеће интересовање у Пигафетиним белешкама изазвали су сусрети с локалним становницима, за које је он тврдио да су високи осам до дванаест стопа —"... тако високи да смо им досезали само до појаса"—, отуд каснија идеја да Патагонија значи „велика стопала“. Ова тобожња раса патагонијских дивова или Патагонаца ушла је у општа европска схватања о овој мало познатој и далекој земљи, да би била подгревана каснијим извештајима других експедиција и славних истраживача попут Дрејка, који су потврђивали овакве вести. Ране карте Новог света понекад су додавале легенду regio gigantum ("подручје џинова") подручју Патагоније. Од 1611. патагонијски бог Сетебос је постао познат као изазивач олуја.
Овакав општи утисак и веровања потрајали су следећих 250 година, а 1767. сензационално су подгрејани када је објављена једна „званична“ (али анонимна) белешка са недавног путовања око света комодора Џона Бајрона бродом „Делфин“. Бајрон и посада провели су неко време на обали, а публикација (Пут око света на броду Његовог величанства „Делфин“ ) је изгледа пружила доказ о постојању дивова; публикација је преко ноћи постала бестселер, хиљаде примерака је продато жељној публици, а друге раније белешке о Патагонији су журно поново штампане (чак и оне у коме се диволики народ уопште не помиње).
Међутим, „патагонијска грозница“ је напрасно престала само неколико година касније, када је објављена једна трезвена и аналитичка белешка. Године 1773. Џин Хокесворт је у име Адмиралитета објавио преглед дневника познатих енглеских истраживача јужне хемисфере, укључујући у дневнике Џејмса Кука и Џона Бајрона. У овој публикацији, на основу званичних бродских дневника, постало је јасно да људи које је Бајронова експедиција срела нису били виши од 6 стопа и 6 инча, можда високи али свакако не џинови. Интерес је нагло спласнуо, иако је свест и веровање у овај мит опстало чак до 20. века.

### Експанзија и истраживања – 18. и 19. век
У другој половини 18. века сазнања о Патагонији су даље увећана путовањима већ поменутог Џона Бајрона (1764–1765), Семјуела Волиса (1766, на истом броду Делфин и Луја Антоана де Бугенвила (1766). Томас Фокнер, језуита који је скоро четрдесет година живео у овим подручјима, објавио је свој Опис Патагоније (1774); Франсеско Виједма основао је Ел Кармен, Антонио стигао копном до Анда (1782); а Басилио Виљарино је ишао узводно Рио Негром (1782).
Експедиције бродова Адвенчр (1826–1830) и Бигл (1832–1836) под командом Филипа Паркера Кинга и Роберта Фицроја биле су од прворазредне важности. Ова друга запамћена је јер је у њој био и Чарлс Дарвин; ништа међутим није истраживано у унутрашњости земље изузев 320 km на путу за Санта Круз.
Капетан Џорџ Човорт Мустерс је 1869. лутао у друштву с групом Теуелчеа читавом дужином земље од мореуза до Манзенароса на северозападу, и сакупио обиље информација о народу и његовом начину живота.
Године 1885. рударска истраживачка екипа под вођством румунског пустолова Јулијуса Попера искрцала се у јужној Патагонији у потрази за златом, које су пронашли после путовања на југ до Огњене земље. Њихов пример следили су и други истраживачи.
У то време одиграло се и значајно досељавање католичког живља декларисаног што као Хрвати, што као Срби, претежно из Далмације које је дошло пре свега из економских разлога. Потомци далматинских досељеника чине већину европског становништва у чилеанском делу Патагоније. То је највећа словенска популација на јужној Земљиној полулопти и најјужнија група Срба или блискосродних народа (Хрвата, Босанаца) уопште.